# Acer violaceum
Acer violaceum é uma espécie de árvore do gênero Acer, pertencente à família Aceraceae.